# Patrick Dewael
Patrick Yvonne Hugo Dewael (ur. 13 października 1955 w Lier) – belgijski i flamandzki polityk oraz prawnik, były premier Flandrii, wicepremier i minister, w latach 2008–2010, w 2014 i od 2019 do 2020 przewodniczący Izby Reprezentantów.

## Życiorys
Ukończył studia prawnicze na Wolnym Uniwersytecie Brukselskim, do 1985 praktykował jako adwokat. Od lat 70. zaangażowany w działalność flamandzkich liberałów (Partii na rzecz Wolności i Postępu, w 1992 przekształconej w ugrupowanie Flamandzcy Liberałowie i Demokraci). Stał na czele organizacji studenckiej związanej z tą formacją. W 1985 został posłem szczebla krajowego, w tym samym roku objął urząd ministra kultury w rządzie Regionu Flamandzkiego, który sprawował do czasu porażki wyborczej VLD w 1992. Następnie przez siedem lat wykonywał mandat deputowanego do niższej izby belgijskiego parlamentu, przewodnicząc klubowi poselskiemu liberałów.
Od 1983 był wybierany do rady miejskiej Tongeren, w 1995 objął stanowisko burmistrza tego miasta. W 1999 został premierem Flandrii, funkcję tę pełnił do 2003. Po kolejnych wyborach krajowych w tym samym roku Guy Verhofstadt powołał go na urzędy wicepremiera i ministra spraw wewnętrznych. Patrick Dewael utrzymał te stanowiska również w 2008 w gabinecie Yves'a Leterme. Po jego dymisji powrócił do pracy w parlamencie, 31 grudnia 2008 został przewodniczącym Izby Reprezentantów. Mandat poselski utrzymywał także w 2010, 2014 i 2019. 30 czerwca 2014 ponownie stanął na czele Izby Reprezentantów. Zakończył urzędowanie 11 października tego samego roku. 27 czerwca 2019 po raz trzeci został wybrany na przewodniczącego niższej izby belgijskiego parlamentu, pełnił tę funkcję do 13 października 2020.